# Project Pat
Патрік Ерл Г'юстон (англ. Patrick Earl Houston; нар. 8 лютого 1973), знаніший як Project Pat - репер з Мемфіса. Він є старшим братом Juicy J і співзасновником Three 6 Mafia.

## Кар'єра

### Початок 1990-х— 2000: Початок кар'єри та Ghetty Green
Project Pat розпочав свою кар'єру з появи на ранніх релізах свого брата Juicy J на початку 1990-х. Відбувши кілька років у в'язниці за звинуваченням у пограбуванні, у 1999 році він випустив дебютний студійний альбом «Ghetty Green», що вийшов на лейблі його брата Hypnotize Minds. Він став членом групи Three 6 Mafia і вперше привернув до себе загальну увагу, коли в 2000 році написав гук для хіта групи «Sippin' on Some Syrup» .

### 2000—2002: Mista Don't Play: Everythangs Workin та Layin' Da Smack Down
Project Pat випустив свій другий студійний альбом «Mista Don't Play: Everythangs Workin» 13 лютого 2001 року. Сингли «Chickenhead» і «Don't Save Her» транслювалися національним радіо, а музичні кліпи з'являлися на BET і MTV.
Незабаром після виходу «Mista Don't Play: Everythangs Workin» Х'юстону було пред'явлено звинувачення у порушенні умовно-дострокового звільнення, і він отримав чотири роки ув'язнення після того, як у його машині було знайдено неліцензійну зброю. Його третій альбом «Layin' Da Smack Down» вийшов в 2002 році..

### 2002—2006: Crook by da Book: The Fed Story
Після визволення з в'язниці в 2005 році він випустив «Crook by da Book: The Fed Story», який посів 64-е місце в Billboard 200, продавши близько 40,000 копій за перший тиждень. Першим синглом з альбому став «Good Googly Moogly» за участю DJ Paul і Juicy J.

### 2007—2011: Walkin' Bank Roll, Real Recognize Real та Loud Pack
Після того, як Пет закінчив угоду з Columbia Records, він підписав контракт з Koch Records. Його п'ятий студійний альбом «Walkin 'Bank Roll» вийшов в 2007 році і дебютував на 45-му місці в Billboard 200. Головним синглом з альбому став «Don't Call Me No Mo» за участю Three 6 Mafia. Його шостий студійний альбом Real Recognize Real став його першим великим релізом на лейблі Asylum Records. В альбом увійшов трек «Keep It Hood» за участю OJ da Juiceman. Він дебютував на 8-му місці у чарті Top Rap Albums, за перший тиждень після випуску було продано близько 10,000 копій. 19 липня 2011 Хьюстон випустив сьомий студійний альбом Loud Pack на Hypnotize Minds і своєму недавно заснованому лейблі Project.

### 2012— теперішній час: Mista Don't Play 2
28 березня 2013 року Х'юстон оголосив, що його наступний альбом називатиметься «Mista Don't Play 2». Першим синглом є «Be AG» за участю Juicy J та покійного Doe B. Альбом вийшов 14 квітня 2015 року на E1 Music.
У 2021 році Project Pat брав участь у пісні «Knife Talk» з альбому Дрейка «Certified Lover Boy», яка посіла 4-е місце в Billboard Hot 100.

## Дискографія
Студійний альбом
- Ghetty Green (1999)
- Mista Don't Play: Everythangs Workin (2001)
- Layin' da Smack Down (2002)
- Crook by da Book: The Fed Story (2006)
- Walkin' Bank Roll (2007)
- Real Recognize Real (2009)
- Loud Pack (2011)
- Mista Don't Play 2: Everythangs Money (2015)
- MOB (2017)